# Lijst van brutoformules C28
Dit lemma is een onderdeel van de lijst van brutoformules met 28 koolstofatomen.

## C28
| Brutoformule                               | Naam                                                                                  |
| ------------------------------------------ | ------------------------------------------------------------------------------------- |
| {\displaystyle {\ce {C28H14N2O4}}}         | (7)Circuleen ~ als Circuleen                                                          |
| {\displaystyle {\ce {C28H14N2O4}}}         | Indantreen                                                                            |
| {\displaystyle {\ce {C28H20NiS4}}}         | Nikkelbis(stilbeendithiolaat) {\displaystyle {\ce {Ni[(C6H5)C(S)=C(S)(C6H5)]2}}}      |
| {\displaystyle {\ce {C28H21N5NaO14S4}}}    | Briljantzwart BN ~ Ook wel: Brilliant Black A, Cl 28440, E151, Food Black 1, Zwart PN |
| {\displaystyle {\ce {C28H26N4O2}}}         | (Mauveine A)acetaat {\displaystyle {\ce {(C26H23N4)^{+}(CH3COO)}}}- ~ als mauveine    |
| {\displaystyle {\ce {C28H27ClF5O}}}        | Penfluridol                                                                           |
| {\displaystyle {\ce {C28H27N4}}}           | mauveïne C ~ als mauveine                                                             |
| {\displaystyle {\ce {C28H28O2}}} all-trans | Retinezuur ~ Ook wel: ATRA ~ medicijn: Tretinoïne                                     |
| {\displaystyle {\ce {C28H28O2}}} 9-cis     | 9-cisRetinezuur ~ als Retinezuur ~ medicijn: Alitretinoïne                            |
| {\displaystyle {\ce {C28H28O2}}} 13-cis    | 13-cisRetinezuur ~ als Retinezuur ~ medicijn: Isotretinoïne                           |
| {\displaystyle {\ce {C28H28O2P2}}}         | DIPAMP ~ IUPAC: ethaan-1,2-diylbis[(2-methoxyfenyl)fenylfosfaan]                      |
| {\displaystyle {\ce {C28H28O3}}}           | Adapaleen                                                                             |
| {\displaystyle {\ce {C28H28P2}}}           | 2,3-Bis(difenylfosfano)butaan                                                         |
| {\displaystyle {\ce {C28H28Ti}}}           | Tetrabenzyltitanium ~ als organotitaniumverbinding                                    |
| {\displaystyle {\ce {C28H30O4}}}           | Thymolftaleïne                                                                        |
| {\displaystyle {\ce {C28H31ClN2O3}}}       | Rhodamine B                                                                           |
| {\displaystyle {\ce {C28H34N2O3}}}         | Denatoniumbenzoaat                                                                    |
| {\displaystyle {\ce {C28H34O6}}}           | Epoxyazadiradione                                                                     |
| {\displaystyle {\ce {C28H34O7}}}           | Gedunine                                                                              |
| {\displaystyle {\ce {C28H34O15}}}          | Neohesperidine                                                                        |
| {\displaystyle {\ce {C28H36O15}}}          | Neohesperidine dihydrochalcon                                                         |
| {\displaystyle {\ce {C28H42O2}}}           | β-Tocotrienol ~ als tocotriënol                                                       |
| {\displaystyle {\ce {C28H42O2}}}           | γ-Tocotrienol ~ als tocotriënol                                                       |
| {\displaystyle {\ce {C28H44O}}}            | Ergocalciferol ~ Ook wel: vitamine D2 ~ als plantensterol                             |
| {\displaystyle {\ce {C28H44O}}}            | Ergosterol                                                                            |
| {\displaystyle {\ce {C28H45NO4}}}          | Buprenorfine                                                                          |
| {\displaystyle {\ce {C28H46O}}}            | Brassicasterol ~ als plantensterol                                                    |
| {\displaystyle {\ce {C28H48O}}}            | Campesterol                                                                           |
| {\displaystyle {\ce {C28H54O2}}}           | Decyloleaat                                                                           |
| {\displaystyle {\ce {C28H56O2}}}           | Montaanzuur                                                                           |